# Passiflora lindeniana
Passiflora lindeniana là một loài thực vật có hoa trong họ Lạc tiên. Loài này được Planch. mô tả khoa học đầu tiên năm 1873.